# Olenecamptus siamensis
Olenecamptus siamensis là một loài bọ cánh cứng trong họ Cerambycidae.